# Burquina Fasso nos Jogos Olímpicos de Verão de 2020
O Burquina Fasso participa nos Jogos Olímpicos de Verão de 2020 em Tóquio. Originalmente programados para ocorrerem de 24 de julho a 9 de agosto de 2020, os Jogos foram adiados para 23 de julho a 8 de agosto de 2021, por causa da pandemia COVID-19. Foi a 10.ª participação da nação nos Jogos Olímpicos de Verão desde sua estreia em 1972 (não participou das edições de 1976 e 1980, devido aos boicotes africano e norte-americano, respetivamente) e a primeira em que obteve uma medalha olímpica.

## Competidores
Abaixo está a lista do número de competidores nos Jogos.
| Esporte   | Masculino | Feminino | Total |
| --------- | --------- | -------- | ----- |
| Atletismo | 1         | 1        | 2     |
| Ciclismo  | 1         | 0        | 1     |
| Judô      | 1         | 0        | 1     |
| Natação   | 1         | 1        | 2     |
| Taekwondo | 1         | 0        | 1     |
| Total     | 5         | 2        | 7     |

## Atletismo
Os seguintes atletas de Burquina Fasso conquistaram marcas de qualificação, pela marca direta ou pelo ranking mundial, nos seguintes eventos de pista e campo (até o máximo de três atletas em cada evento):
- Nota– As posições para os eventos de pista são em relação à bateria do atleta
- Q = Qualificado para a próxima fase
- q = Qualificado para a próxima fase como o perdedor mais rápido ou, em eventos de campo, pela posição sem atingir o alvo para qualificação
- NR = Recorde nacional
- N/A = Fase não aplicável para o evento
- Bye = Atleta não precisou disputar aquela fase

Eventos de campo
| Atleta               | Evento                 | Qualificação | Qualificação | Final     | Final   |
| Atleta               | Evento                 | Distância    | Posição      | Distância | Posição |
| -------------------- | ---------------------- | ------------ | ------------ | --------- | ------- |
| Hugues Fabrice Zango | Salto triplo masculino |              |              |           |         |

Eventos combinados – Heptatlo feminino
| Atleta       | Evento    | 100 m | SA | AP | 200 m | SD | LD | 800 m | Final | Pos. |
| ------------ | --------- | ----- | -- | -- | ----- | -- | -- | ----- | ----- | ---- |
| Marthe Koala | Resultado |       |    |    |       |    |    |       |       |      |
| Marthe Koala | Pontos    |       |    |    |       |    |    |       |       |      |

## Ciclismo

### Estrada
Burquina Fasso inscreveu um ciclista para a prova de corrida em estrada pela primeira vez na história, após terminar entre os dois melhores, ainda não qualificados, do Campeonato Africano de 2019, em Adis Abeba, Etiópia.
| Atleta       | Evento                       | Tempo | Posição |
| ------------ | ---------------------------- | ----- | ------- |
| Paul Daumont | Corrida em estrada masculina |       |         |

## Judô
Burquina Fasso qualificou um judoca para a categoria leve masculino (73 kg) nos Jogos. Lucas Diallo aceitou a vaga continental da África como o judoca de melhor ranking da nação fora das posições de qualificação pelo Ranking mundial da IJF de 28 de junho de 2021.
| Atleta       | Evento           | Fase de 32           | Oitavas-de-final     | Quartas-de-final     | Semifinais           | Repescagem           | Final / BM           | Final / BM |
| Atleta       | Evento           | Adversária Resultado | Adversária Resultado | Adversária Resultado | Adversária Resultado | Adversária Resultado | Adversária Resultado | Posição    |
| ------------ | ---------------- | -------------------- | -------------------- | -------------------- | -------------------- | -------------------- | -------------------- | ---------- |
| Lucas Diallo | −73 kg masculino |                      |                      |                      |                      |                      |                      |            |

## Natação
Burquina Fasso recebeu vagas de universalidade da FINA para enviar os nadadores de melhor ranking (um por gênero) para seus respectivos eventos individuais nas Olimpíadas, baseado no Ranking de Pontos da FINA de 28 de junho de 2021.
| Atleta             | Evento               | Eliminatória | Eliminatória | Semifinal | Semifinal | Final | Final   |
| Atleta             | Evento               | Tempo        | Posição      | Tempo     | Posição   | Tempo | Posição |
| ------------------ | -------------------- | ------------ | ------------ | --------- | --------- | ----- | ------- |
| Adama Ouedraogo    | 50 m livre masculino |              |              |           |           |       |         |
| Angelika Ouedraogo | 50 m livre feminino  |              |              |           |           |       |         |

## Taekwondo
Pela primeira vez na história, Burquina Fasso recebeu um convite da Comissão Tripartite da World Taekwondo Federation para enviar Faysal Sawadogo na categoria meio-médio masculino (80 kg) para as Olimpíadas.
| Atleta          | Evento              | Oitavas-de-final     | Quartas-de-final     | Semifinais           | Repescagem           | Final / BM           | Final / BM |
| Atleta          | Evento              | Adversário Resultado | Adversário Resultado | Adversário Resultado | Adversário Resultado | Adversário Resultado | Posição    |
| --------------- | ------------------- | -------------------- | -------------------- | -------------------- | -------------------- | -------------------- | ---------- |
| Faysal Sawadogo | Até 80 kg masculino |                      |                      |                      |                      |                      |            |